# Thornburghiella spinicornis
Thornburghiella spinicornis är en tvåvingeart som först beskrevs av Enrico Adelelmo Brunetti 1908.  Thornburghiella spinicornis ingår i släktet Thornburghiella och familjen fjärilsmyggor. Inga underarter finns listade i Catalogue of Life.